# Eric Fehr
Pour les articles homonymes, voir Fehr.
Eric Fehr (né le 7 septembre 1985 à Winkler dans la province du Manitoba au Canada) est un joueur professionnel canadien de hockey sur glace. Il évolue au poste d'ailier.

## Carrière
Il commence sa carrière en 2000 avec les Wheat Kings de Brandon de la Ligue de hockey de l'Ouest. Il participe avec l'équipe LHOu au Défi ADT Canada-Russie en 2003 et 2004. Il est choisi au cours du repêchage d'entrée 2003 de la Ligue nationale de hockey par les Capitals de Washington en 1e ronde, en 18e position. En 2005, il passe professionnel avec les Bears de Hershey club ferme des Capitals dans la Ligue américaine de hockey. Il fait également ses premières apparitions avec les Capitals de Washington. Il remporte la Coupe Calder à la fin de cette saison. Le 7 juillet 2011, il est échangé aux Jets de Winnipeg en retour de Danick Paquette et d'un choix de quatrième ronde au repêchage 2012.
Le 13 janvier 2013, il retourne avec les Capitals en signant un contrat d'un an d'une valeur de 600 000 dollars.
Le 28 juillet 2015, il signe un nouveau contrat avec les Penguins de Pittsburgh pour trois saisons et un total de 6 millions de dollars.
Le 20 juillet 2019, Fehr s'engage avec le Genève-Servette Hockey Club, en Suisse.

## Statistiques
| Saison     | Équipe                 | Ligue      |     | Saison régulière | Saison régulière | Saison régulière | Saison régulière | Saison régulière |    | Séries éliminatoires | Séries éliminatoires | Séries éliminatoires | Séries éliminatoires | Séries éliminatoires |
| Saison     | Équipe                 | Ligue      | PJ  | B                | A                | Pts              | Pun              | PJ               | B  | A                    | Pts                  | Pun                  |                      |                      |
| 2000-2001  | Wheat Kings de Brandon | LHOu       | 4   | 0                | 0                | 0                | 0                | -                | -  | -                    | -                    | -                    |                      |                      |
| 2001-2002  | Wheat Kings de Brandon | LHOu       | 63  | 11               | 16               | 27               | 29               | 12               | 1  | 1                    | 2                    | 0                    |                      |                      |
| 2002-2003  | Wheat Kings de Brandon | LHOu       | 70  | 26               | 29               | 55               | 76               | 17               | 4  | 8                    | 12                   | 26                   |                      |                      |
| 2003-2004  | Wheat Kings de Brandon | LHOu       | 71  | 50               | 34               | 84               | 129              | 7                | 5  | 0                    | 5                    | 16                   |                      |                      |
| 2004-2005  | Wheat Kings de Brandon | LHOu       | 71  | 59               | 52               | 111              | 91               | 24               | 16 | 16                   | 32                   | 47                   |                      |                      |
| 2005-2006  | Bears de Hershey       | LAH        | 70  | 25               | 28               | 53               | 70               | 19               | 8  | 3                    | 11                   | 8                    |                      |                      |
| 2005-2006  | Capitals de Washington | LNH        | 11  | 0                | 0                | 0                | 2                | -                | -  | -                    | -                    | -                    |                      |                      |
| 2006-2007  | Bears de Hershey       | LAH        | 40  | 22               | 19               | 41               | 63               | -                | -  | -                    | -                    | -                    |                      |                      |
| 2006-2007  | Capitals de Washington | LNH        | 14  | 2                | 1                | 3                | 8                | -                | -  | -                    | -                    | -                    |                      |                      |
| 2007-2008  | Bears de Hershey       | LAH        | 11  | 3                | 4                | 7                | 4                | -                | -  | -                    | -                    | -                    |                      |                      |
| 2007-2008  | Capitals de Washington | LNH        | 23  | 1                | 5                | 6                | 6                | 5                | 1  | 0                    | 1                    | 0                    |                      |                      |
| 2008-2009  | Capitals de Washington | LNH        | 61  | 12               | 13               | 25               | 22               | 9                | 0  | 0                    | 0                    | 0                    |                      |                      |
| 2009-2010  | Capitals de Washington | LNH        | 69  | 21               | 18               | 39               | 24               | 7                | 3  | 1                    | 4                    | 4                    |                      |                      |
| 2010-2011  | Capitals de Washington | LNH        | 52  | 10               | 10               | 20               | 16               | 5                | 1  | 0                    | 1                    | 0                    |                      |                      |
| 2011-2012  | Jets de Winnipeg       | LNH        | 32  | 2                | 1                | 3                | 12               | -                | -  | -                    | -                    | -                    |                      |                      |
| 2012-2013  | HPK Hämeenlinna        | SM-liiga   | 21  | 13               | 12               | 25               | 22               | -                | -  | -                    | -                    | -                    |                      |                      |
| 2012-2013  | Capitals de Washington | LNH        | 41  | 9                | 8                | 17               | 10               | 7                | 0  | 0                    | 0                    | 6                    |                      |                      |
| 2013-2014  | Capitals de Washington | LNH        | 73  | 13               | 18               | 31               | 32               | -                | -  | -                    | -                    | -                    |                      |                      |
| 2014-2015  | Capitals de Washington | LNH        | 75  | 19               | 14               | 33               | 20               | 4                | 0  | 0                    | 0                    | 2                    |                      |                      |
| 2015-2016  | Penguins de Pittsburgh | LNH        | 55  | 8                | 6                | 14               | 19               | 23               | 3  | 1                    | 4                    | 6                    |                      |                      |
| 2016-2017  | Penguins de Pittsburgh | LNH        | 52  | 6                | 5                | 11               | 14               | -                | -  | -                    | -                    | -                    |                      |                      |
| 2016-2017  | Maple Leafs de Toronto | LNH        | 1   | 0                | 0                | 0                | 0                | -                | -  | -                    | -                    | -                    |                      |                      |
| 2017-2018  | Maple Leafs de Toronto | LNH        | 4   | 0                | 0                | 0                | 2                | -                | -  | -                    | -                    | -                    |                      |                      |
| 2017-2018  | Gulls de San Diego     | LAH        | 34  | 17               | 11               | 28               | 33               | -                | -  | -                    | -                    | -                    |                      |                      |
| 2017-2018  | Sharks de San José     | LNH        | 14  | 3                | 1                | 4                | 0                | 10               | 1  | 1                    | 2                    | 6                    |                      |                      |
| 2018-2019  | Wild du Minnesota      | LNH        | 72  | 7                | 8                | 15               | 30               | -                | -  | -                    | -                    | -                    |                      |                      |
| 2019-2020  | Genève-Servette        | LNA        | 44  | 15               | 19               | 34               | 46               | -                | -  | -                    | -                    | -                    |                      |                      |
| 2020-2021  | Genève-Servette        | LNA        | 50  | 21               | 21               | 42               | 153              | 11               | 3  | 3                    | 6                    | 34                   |                      |                      |
| 2021-2022  | Ak Bars Kazan          | KHL        | 5   | 0                | 0                | 0                | 0                | 2                | 1  | 0                    | 1                    | 0                    |                      |                      |
| Totaux LNH | Totaux LNH             | Totaux LNH | 652 | 113              | 108              | 221              | 217              | 70               | 9  | 3                    | 12                   | 24                   |                      |                      |

## Trophées et honneurs personnels
- Ligue canadienne de hockey
  - 2005 : nommé dans la deuxième équipe d'étoiles.
- Ligue de hockey de l'Ouest
  - 2005 : remporte le Trophée commémoratif des quatre Broncos ;
  - 2005 : remporte le trophée Bob-Clarke ;
  - 2005 : termine meilleur pointeur des séries éliminatoires.
- Ligue américaine de hockey 
  - 2006 : sélectionné pour le Match des étoiles avec l'équipe Canada (titulaire).